# Второто освобождение
„Второто освобождение“ е български документален филм от 2021 година на историка проф. Евелина Келбечева и кинорежисьора проф. Светослав Овчаров. Филмът изследва на базата на архивни документи най-големия политически, финансов и нравствен прелом в новата българска история, предизвикан от съветската окупация на България от есента на 1944 до зимата на 1947 година. Филмът е правен повече от три години, изграден е изцяло от хроники и документи за това колко струва на България издръжката на Трети украински фронт на Червената армия, голяма част от които се оповестяват за пръв път във филма. Консултант на филма е историкът доц. д-р Михаил Груев, председател на Държавна агенция „Архиви“.